# Templo de Seattle (Washington)
El Templo de Seattle, Washington es uno de los templos construidos y operados por La Iglesia de Jesucristo de los Santos de los Últimos Días, el número 21 construido por la iglesia y 19 puesto en funcionamiento. Ubicado en la ciudad de Bellevue, Washington, es el primer templo en el Noroeste del Pacífico. Al igual que los últimos templos construidos por la iglesia el templo de Seattle es construido con un diseño moderno de un solo pináculo.
El templo está ubicado en un área boscoso de 23 acres (9,3 ha) junto a la Interestatal 90 en una colina que se eleva suavemente frente a Bellevue College. El edificio lo rodea paisajes naturales, una cascada artificial de agua, estatuas de temática familiar y numerosas flores, setos y árboles de colores brillantes. Más en derredor, el sitio está rodeado por una arboleda de  árboles de hoja perenne nativos del estado de Washington.
Durante la pandemia de COVID-19 en los Estados Unidos, el gobernador del estado de Washington fue uno de los primeros en limitar congregaciones públicas por lo que el templo de Seattle fue el primer templo SUD en cerrar su puertas durante la pandemia. Otros templos SUD en Asia y el templo de Roma habían cerrado poco antes.

## Anuncio
En 1947, uno de los líderes locales de la iglesia hizo contacto con LeGrand Richards, Obispo Presidente de la iglesia para expresar la necesidad de un templo en Seattle. Richards fue vehemente en posponer la idea para el futuro lejano. Planes para construir un templo en el Noroeste del Pacífico fueron discutidos nuevamente en el año 1960 por líderes locales con el entonces presidente de la iglesia David O. McKay, quien había estado construido templos alrededor del mundo. Sin embargo, los planes se pospusieron hasta 1974 cuando la Primera Presidencia asignó al representante regional Arthur Kay a conseguir un lote para un nuevo templo. Luego de varios intentos fallidos en conseguir un terreno, Kay investigó el terreno detrás de las oficinas de su agente de ventas que resultó el terreno que la iglesia aprobaría para su nuevo templo. el 15 de noviembre de 1975 Spencer W. Kimball, quien reemplazó a McKay tras su fallecimiento, anunció la construicción del nuevo templo, el tercer templo anunciado ese año junto al Templo de São Paulo y el templo de Tokio. Estos tres templos fueron diseñados por Emil Fetzer con el mismo diseño cuadrado con un pináculo en el frente del edificio.

## Diseño
El templo de Seattle sigue el mismo patrón básico de los templos de Berna y Hamilton de los años 1950, solo que el doble del tamaño. A diferencia de estos templos, el templo de Seattle fue diseñado desde sus inicios con cuatro salones de investiduras en lugar de dos y doce salones para sellamientos matrimoniales. El arquitecto del templo fue Emil B. Fetzer quien inspirado en las catedrales europeas tenía en mente colocar un contrafuerte flotante el cual modificó para la torre en tal manera que es posible ver a través del chapitel. El templo tiene detalles de la localidad, como los surcos verticales alrededor de los vitrales del templo son en forma de arco gótico invertido que da la apariencia de las ramas de los pinos del noroeste estadounidense. En la base del edificio donde el concreto prefabricado se encuentra con el suelo, este se extinde aproximadamente 3 pies (0,9 m) de manera gradual dando la impresión que el edificio es parte del ambiente y proviene de la tierra misma.

## Construcción

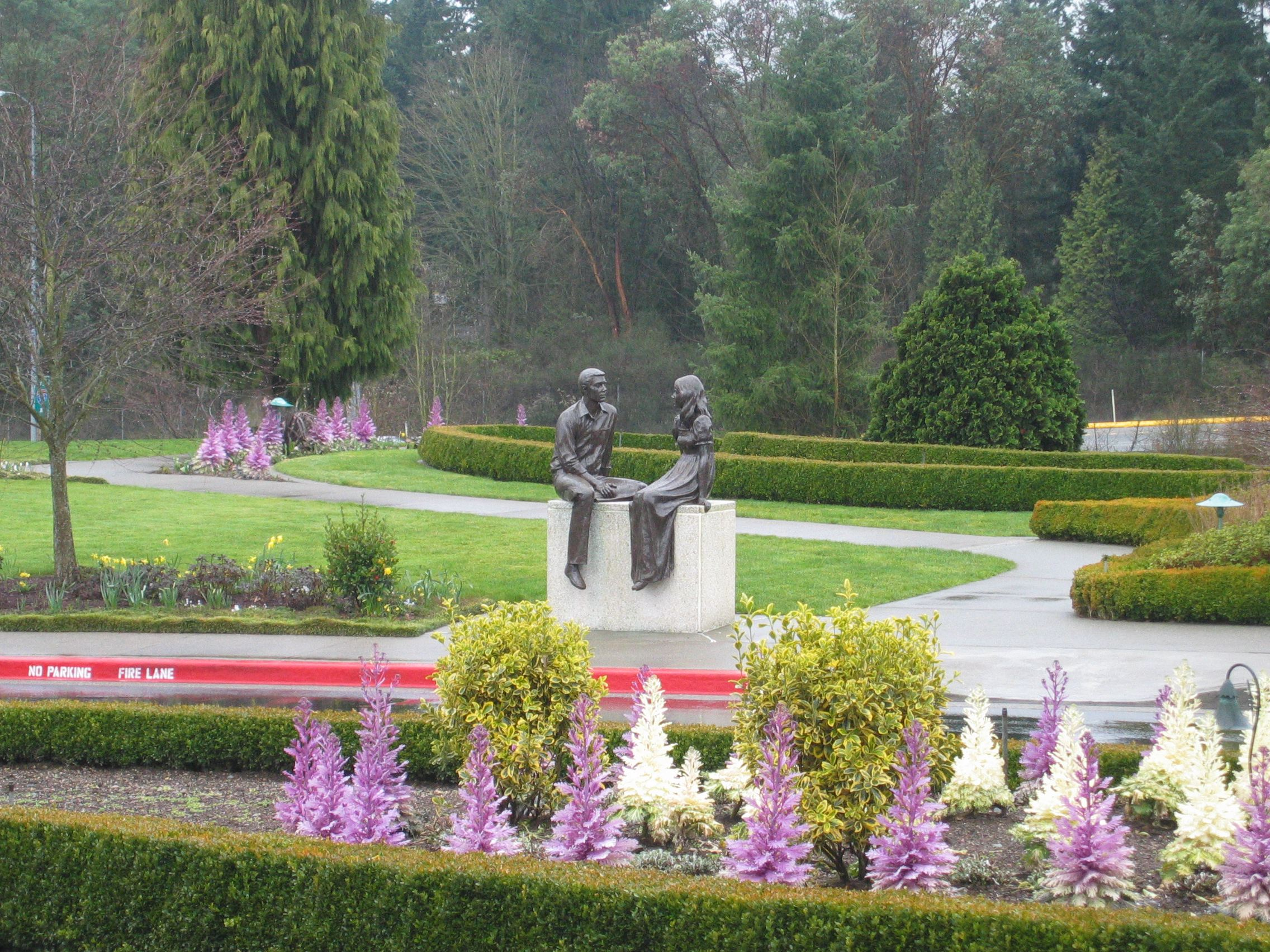
Jardines del templo y el parque comunitario Robinswood en el fondo.

Las labores de construcción del edificio en Bellevue comenzaron en mayo de 1978. La colocación de la piedra angular del templo ocurrió en una ceremonia pública presidida por líderes locales en noviembre de 1979 marcando la culminación del exterior del edificio. El templo de Seatlle es uno de cinco templos con una estatua del ángel Moroni esculpida por Avard Fairbanks que sostiene las planchas de oro que en la tradición SUD es la fuente del Libro de Mormón. Debido a que el Templo de Seattle Washington estaría situado cerca del Aeródromo de Bellevue, se redujo la altura propuesta de la aguja y se instaló una luz estroboscópica roja de advertencia en la base de la estatua del ángel Moroni. Cuando el aeródromo cerró en 1983, la luz se apagó permanentemente y luego se retiró.

## Dedicación
El templo SUD de la ciudad de Seattle fue dedicado para sus actividades eclesiásticas en trece sesiones del 17-21 de noviembre de 1980, por el entonces presidente de la iglesia Spencer W. Kimball y a la que asistieron unos 50 mil fieles. Previo a ello la iglesia permitió un recorrido público de las instalaciones durante dos meses. El templo de Seattle fue el último templo dedicado por Kimball, cuya deteriorada salud lo llevó a llamar a Gordon B. Hinckley como tercer consejero de la Primera Presidencia en julio de 1981, una movida no usada en más de 100 años por la iglesia. Se dedicarían diecisiete templos más bajo la presidencia de Kimball antes de su fallecimiento en noviembre de 1985.
Durante la dedicación del Templo de Seattle, un grupo de mujeres se encadenó a las puertas de entrada del terreno en protesta a la postura de la Iglesia sobre la Enmienda de Igualdad de Derechos. Otros nueve templos estaban en proceso de construcción para el año que se dedicó el templo de Seattle.